# Cydrela spinimana
Cydrela spinimana är en spindelart som beskrevs av Pocock 1898. Cydrela spinimana ingår i släktet Cydrela och familjen Zodariidae. Inga underarter finns listade i Catalogue of Life.